# 深圳公交794路
深圳公交794路，是往来观澜银星工业区开往深南北环立交的快线公交，由深圳市西部公共汽车有限公司运营。

## 线路简介
- 深圳公交794路由深圳市西部公共汽车有限公司营运。
- 794路从观澜银星工业区开往深南北环立交，全长56.3千米，配车为53台苏州金龙KLQ6119E3旅行车，全程行驶时间约为111-130分钟，期间行走G15沈海高速（原机荷高速公路，期间行走水朗~鹤州）。
- 服务时间：06：00-22：00
- 发车间隔：5-7分钟（平峰期）3-5分钟（高峰期）

## 历史
- 794路线于2006年初开通，以深圳市新通宝运输有限公司当时新购入未知数量的苏州金龙KLQ6891GAE3营运。当时线路走向是观澜体育中心-茜坑老村，是观澜内部线路。
- 2007年，794路的两端总站从观澜体育中心、茜坑老村分别搬迁至观澜哈飞工业区、南头检查站，成为宝安区的一条快线公交线路。
- 2008年初，深圳市新通宝运输有限公司在794路新购入未知数量的KLQ6891GAE3来增加运力，以此794路配车增至38台。
- 2009年6月，由于深圳交委方面出台上高速公交车禁止乘客站立的规定，从2009年6月起途径高速公路的公交线路在高速段禁止站立（包括794路）。[1]
- 2010年1月，794路公交营运公司由深圳市新通宝运输有限公司合并到深圳市西部公共汽车有限公司第一分公司宝澜车队。
- 2010年3月，西部公汽抽调20辆车增加至794线，其中16辆开行宝安都之都广场－龙华汽车站区间车（用车为320路苏州金龙KLQ6119GE3，629路宇通ZK6118HGC，662路苏州金龙KLQ6112G，之后还有396路ZK6926HGA以及2010年6月新购入的宇通客车ZK6930HG），来提高车辆的周转率。[2]
- 2010年8月，794路用车由之前营运的38辆苏州金龙KLQ6891GAE3换为之前在362路营运的34部金旅客车XML6129E2G和之前在机场5路营运的10部苏州金龙KLQ6119E3，至此794主线的运力增至44台。同时794区间车取消。同时全程票价降为上高速6元。总站延长至观澜银星工业区。[3]
- 2010年10月，794路由于运力不足而屡次举报。[4]
- 2011年4月，794路新增40部苏州金龙KLQ6119E3来营运。与此同时，之前在794路营运的34部金旅客车XML6129E2G报废，间接提升了794路的运力，794路难坐的情况有所缓解，另外794路在上高速前可以站人（之前是794路上高速前禁止站人。），而且西部公汽还开行高峰快巴10号线，行走路线与之前开行的794区间车一样，也是宝安都之都广场－龙华汽车站，随后794取消都之都大酒店为总站，直接从南头检查站（关外接驳站）停靠。[5]
- 2016年9月，南头检查站公交场总站改名为深南北环立交

## 资料来源
1. ↑  http://news.xinmin.cn/rollnews/2009/06/09/2066376.html 担心成都悲剧重演 公交拒载超员乘客
2. ↑  http://news.sina.com.cn/o/2010-03-22/041917252251s.shtml （页面存档备份，存于） 1130辆新巴士6月底前上路
3. ↑  .   [2011年6月8日]. （原始内容存档于2016年3月4日）. 新交规罚得狠 794路车难坐了
4. ↑  http://sz.focus.cn/news/2010-10-19/1074772_1.html%5B%5D 深圳途经高速公交车为何“拒载”？
5. ↑  http://roll.sohu.com/20110521/n308154080.shtml （页面存档备份，存于） 区交通局站分流后 宝安万佳站仍堵(图)内有：794路不再难等了